# Francesco Montemezzano

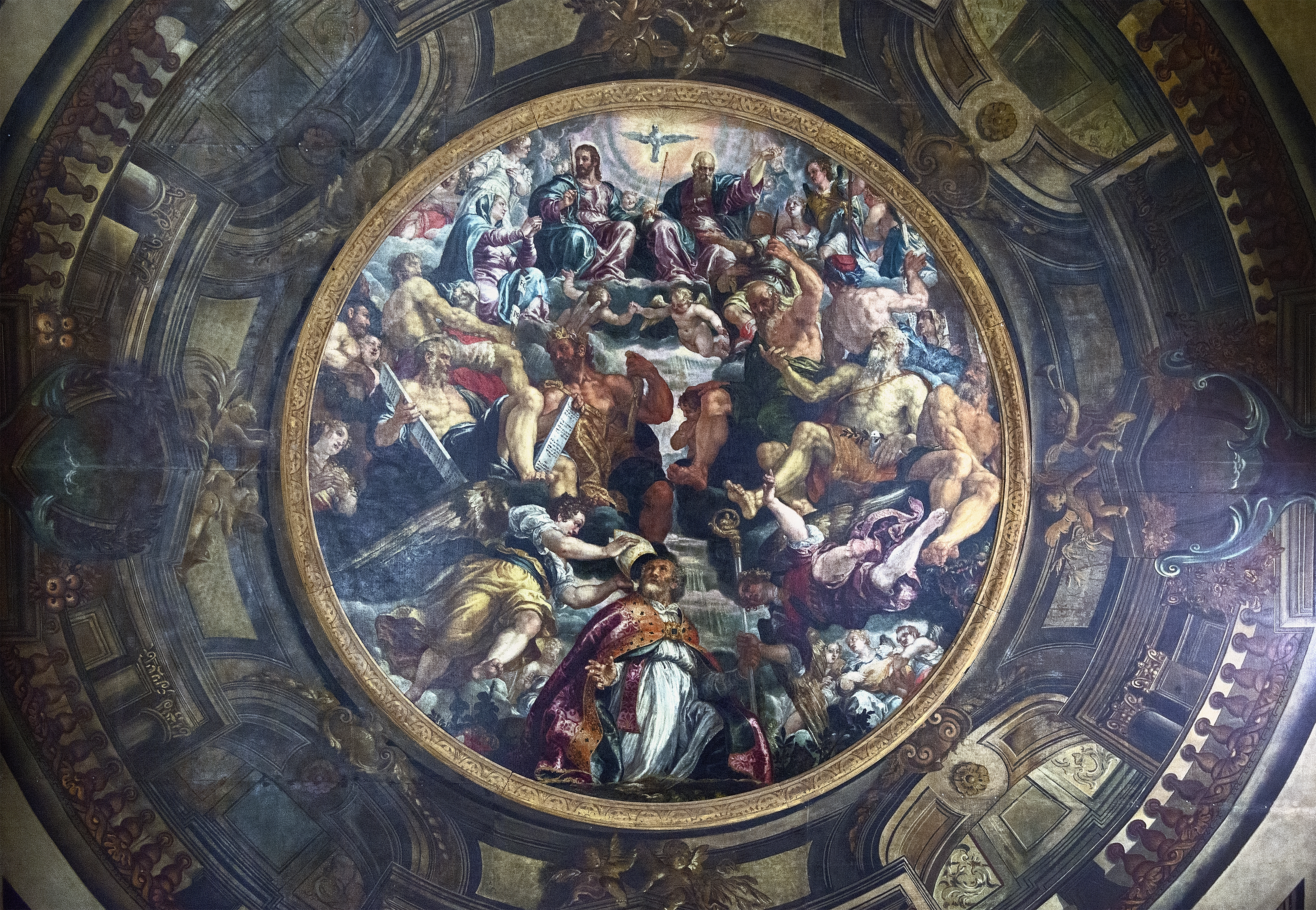
Plafond de l'église San Nicolò dei Mendicoli

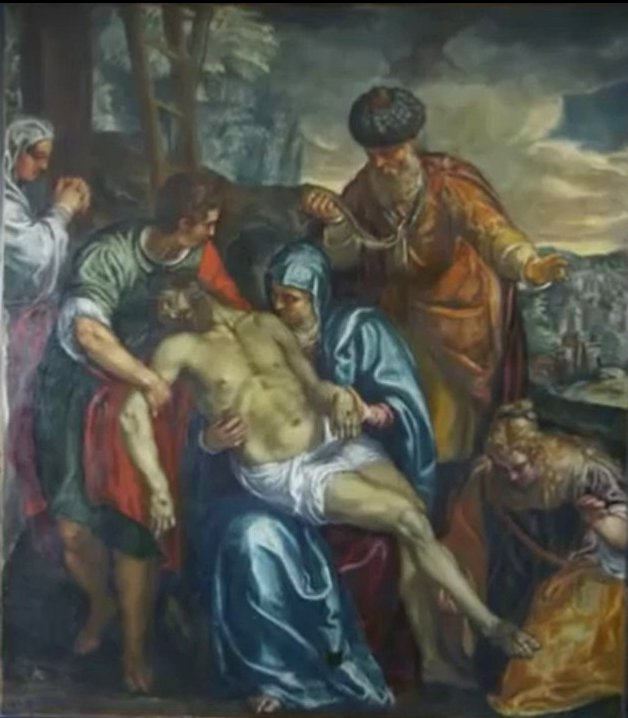
Descente de la Croix, église Saint-Jean-Baptiste de Tunstall dans le Lancashire

Francesco Montemezzano (Vérone, 1555 - Venise, après 1602) est un peintre de l'école vénitienne, disciple de Véronèse.

## Biographie
Né à Vérone en 1555, Francesco Montemezzano, fils de Jacobo Montemezzano et de sa femme Barbara, est issu d'une famille originaire de Mezzane, active dans la construction.
Après avoir été probablement apprenti dans l'atelier de Véronèse, Francesco Montemezzano collabore dans les années 1570 avec Benedetto Caliari et Antonio Vassilacchi à la décoration du palais épiscopal (it) de Trévise. Principalement actif en Vénétie, dans un style toujours très proche de celui de Véronèse, il a notamment réalisé deux toiles pour l'église de San Francesco della Vigna, les fresques du palais Ragazzoni-Flangini-Billia de Sacile,, signé en 1581 un Baptême du Christ pour le sanctuaire de la Vierge (it) de Lendinara et un autre pour l'église Santi Vito e Modesto (it) de Spinea, ou encore exécuté en 1590 un Martyrs de saint Fermo et saint Rustico pour l'église du même nom de Lonigo. Il participe également à la décoration de l'église San Nicolò dei Mendicoli, à Dorsoduro.
En 1579, Francesco Montemezzano revient à Vérone pour assister aux obsèques de son père. Il n'est pas à exclure qu'il prolonge son séjour de quelques années dans sa région natale, en attestent différents documents et le Noli me tangere pour l'église San Giorgio in Braida qui aurait été exécuté en 1580.
Au palais des Doges, Montemezzano réalise deux compartiments monochromes pour le plafond de la salle du Maggior Consiglio (Albano Armario martyrisé par les Turcs et Trophées) et une grande toile pour le plafond de la salle du Scrutinio (Prise de Saint-Jean-d'Acre). On lui attribue également trois panneaux décorés à fresque dans la salle de l'Anticollegio.
On lui attribue aussi trois toiles conservées à l'église paroissiale de San Zeno à Roverchiara (Présentation au temple, Vierge à l'Enfant et Saint Roch et Saint Sébastien), une Assomption de la Vierge à l'église Santa Maria dei Miracoli de Lonigo ou une Adoration des bergers à l'église Santa Maria Assunta (it) d'Albaredo d'Adige.
Ridolfi écrit de Montemezzano qu'il « s'est adonné aux plaisirs de l'amour avec excès, est tombé amoureux d'objets onéreux et que cela a entraîné sa mort prématurée par empoisonnement ».

## Style
La manière particulièrement expressive développée par le peintre — qui aime accentuer le mimétisme et la musculature des personnages, creuser les plis des draperies, animer les compositions avec des mouvements impétueux — permet de distinguer, grâce à leur accent dramatique marqué, certaines peintures sacrées attribuées à sa main, comme les versions de la Déploration du Christ de la Galerie d'art régionale de Tambov (ru),, de l'Ermitage, d'une collection privée à Padoue et de la Staatliche Museen de Berlin. Sur base de cette dernière, Luciana Crosato Larcher propose également, dans le groupe des donateurs à gauche du tableau, un essai sur la capacité de portraitiste de l'artiste, déjà louée par Ridolfi, appréciable sur nombre d'effigies réalisées, en particulier de dames vénitiennes, dispersées dans divers musées et attribuées principalement sur base de comparaisons avec les fresques de Sacile. En plus de fournir une galerie intéressante de visages stylisés de la fin du xvie siècle, ces portraits permettent de mesurer la popularité du peintre auprès des familles les plus riches de Venise. Il réside un certain intérêt dans l'hypothèse, à vérifier, que le peintre a décoré les fresques de la villa Gidoni, à Mira.

## Œuvres
- L'Architecture, L'Éloquence, La Prudence, La Science, Palais des beaux-arts de Lille[13]
- Portrait d'un docteur, Musée des beaux-arts et d'archéologie de Besançon
- Portrait d'une femme, Metropolitan Museum of Art de New York[14],[15]
- Portrait d'une dame en noir avec un corsage de dentelle, Palais Pitti de Florence[16]
- Saint Mathieu, Église San Francesco della Vigna de Venise[17]
- Assomption de la Vierge, Église San Francesco della Vigna de Venise[18]
- Partie centrale du plafond de l'église San Nicolò dei Mendicoli de Venise[19]
- Portrait d'une femme avec un écureuil, Rijksmuseum[20]
- Portrait d'une femme, Harvard Art Museum[21]
- Martyr enlevé durant la messe, Nationalmuseum de Stockholm[22]
- Noli me tangere, église San Giorgio in Braida
- La Famille Ragazzoni accueille Marie d'Espagne, fresque provenant du palais Ragazzoni-Flangini-Billia de Sacile, conservée à la Gemäldegalerie de Dresde[23]
- Assomption de la Vierge, église San Pietro Apostolo (it), Fontanelle[24]

## Dans la culture populaire
Dans l'émission Fake or Fortune ? (en) de la BBC, une Descente de la Croix conservée dans l'église Saint-Jean-Baptiste de Tunstall (en), dans le Lancashire, a été attribuée à Francesco Montemezzano. À cause de sa soudaine exposition médiatique, l'œuvre est mise sous clef pour des raisons de sécurité et est remplacée par une copie dans l'église.